# Église orthodoxe macédonienne
Pour les articles homonymes, voir Archevêché d'Ohrid (homonymie).
L'Église orthodoxe macédonienne – Archevêché d'Ohrid (ÉOM ; macédonien : Македонска православна црква - Охридска архиепископија) ou Église orthodoxe macédonienne est la principale Église orthodoxe en Macédoine du Nord. Elle regroupe les chrétiens macédoniens sous l'autorité de l'archevêque d'Ohrid et exerce sa juridiction dans le pays et parmi la diaspora macédonienne.

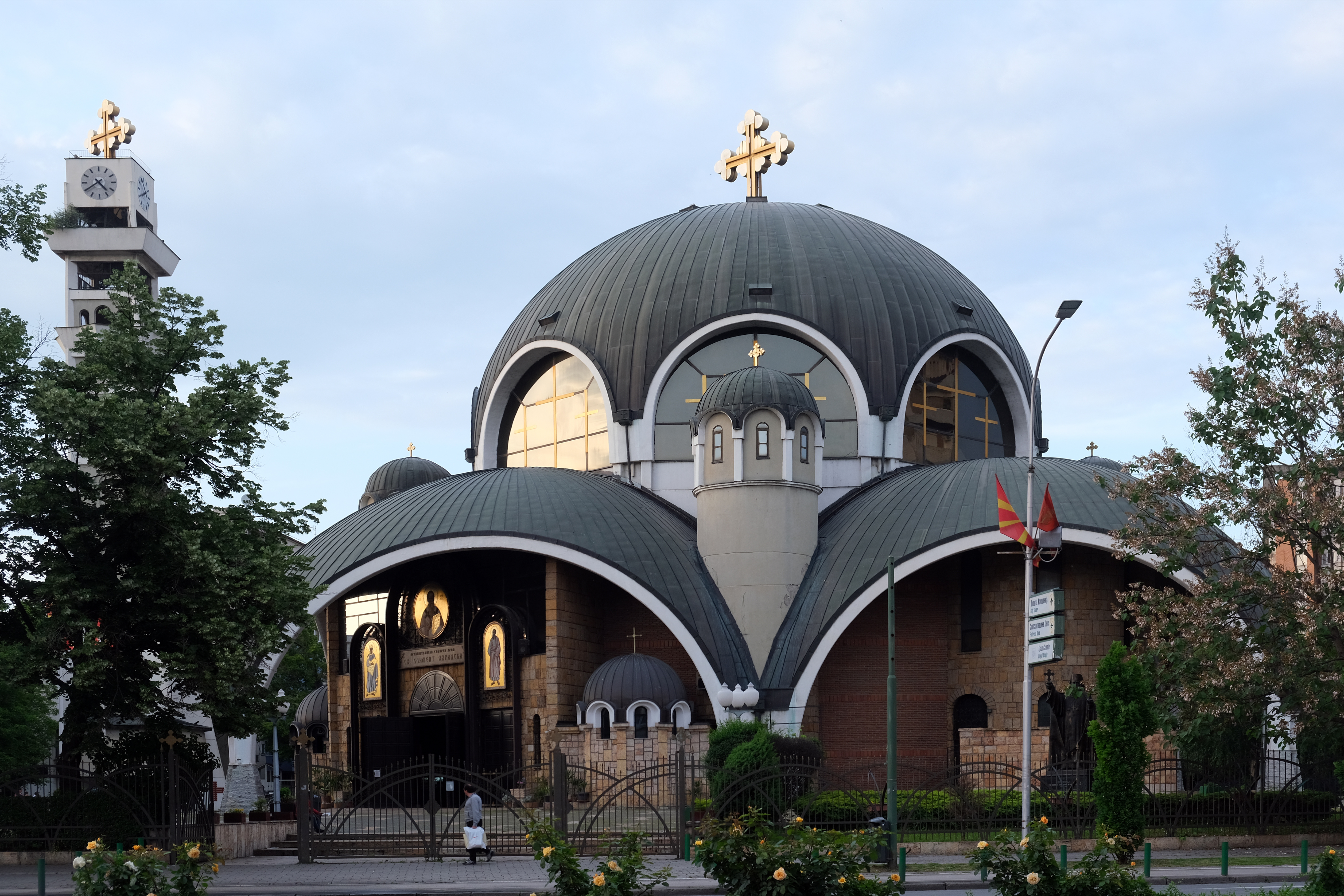
La Cathédrale Saint-Clément d'Ohrid, lieu de culte le plus vaste de l'Église orthodoxe macédonienne.

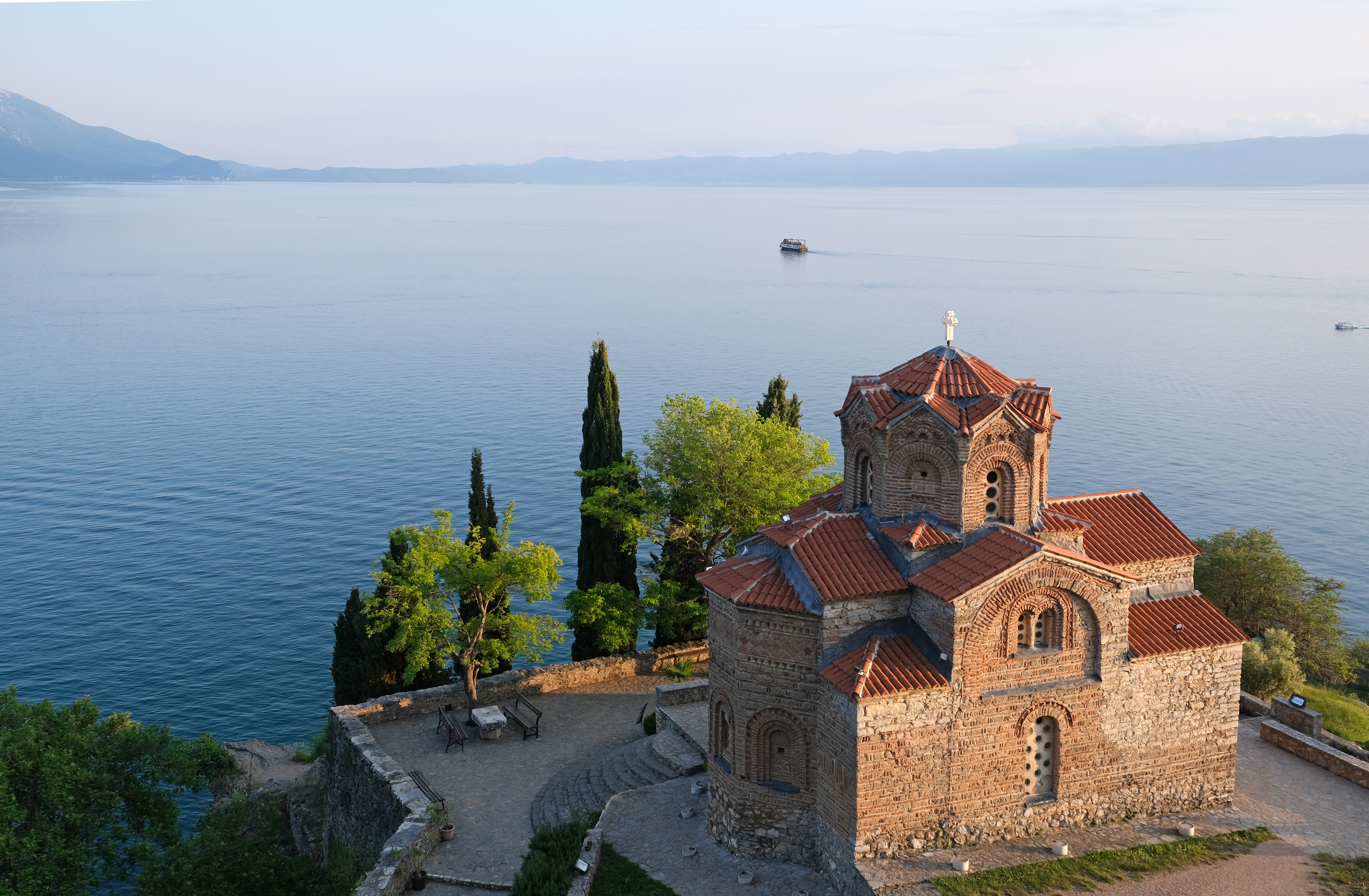
L’Église Saint-Jean de Kaneo est un des édifices les plus célèbres et les plus emblématiques de Macédoine du Nord.

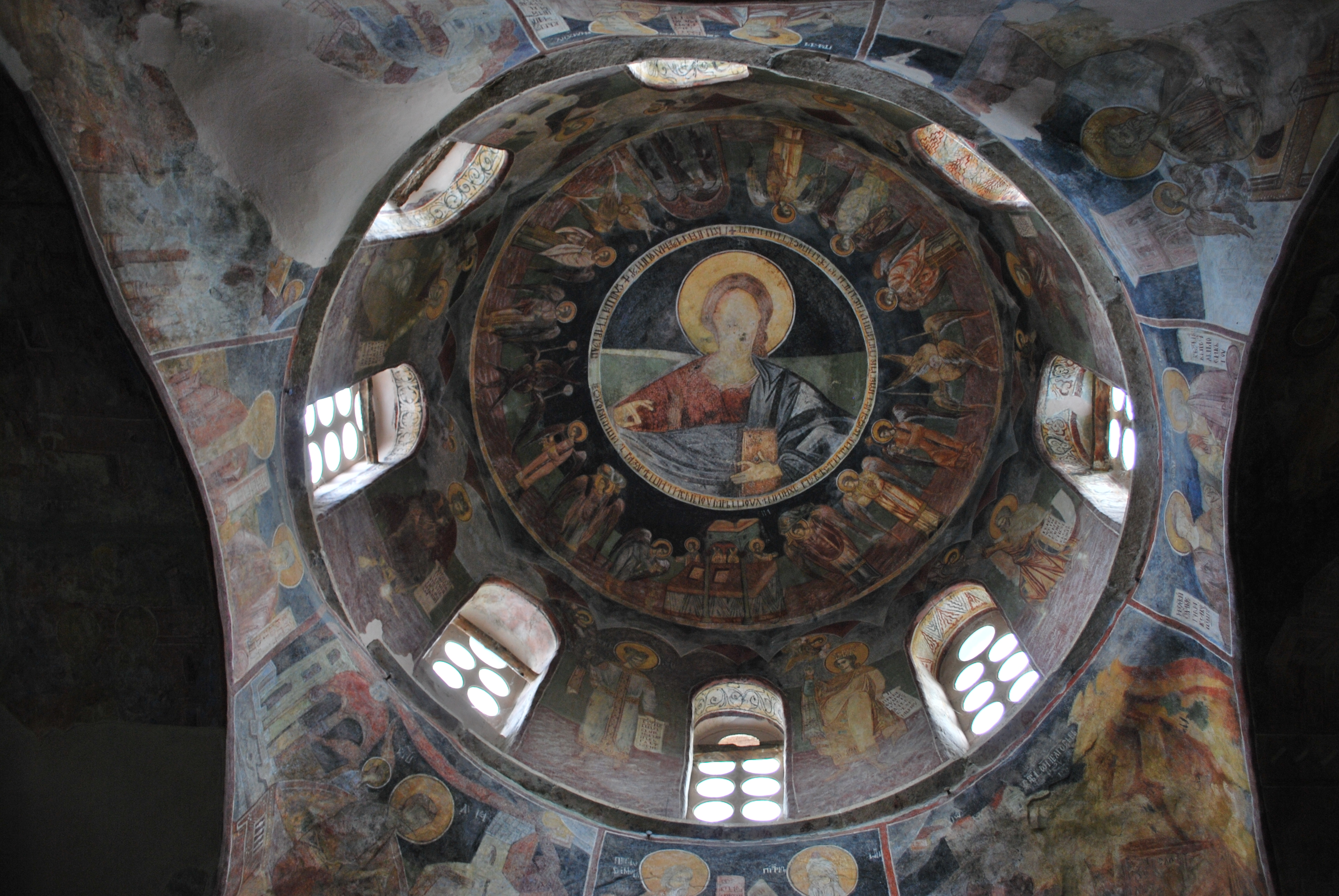
Coupole de l'Église Saint-Panteleimon.

En 1958, le Saint-Synode de l'Église orthodoxe de Serbie a donné l'autonomie à l'Église macédonienne afin de restaurer l'archevêché historique d'Ohrid, et celle-ci est restée en union avec l'Église serbe en tant que partie de l'Église serbe. En 1967, à l'occasion des deux-cents ans de l'abolition de l'archevêché d'Ohrid, l'Église macédonienne a proclamé unilatéralement son autocéphalie (indépendance) vis-à-vis de l'Église de Serbie. Le Saint-Synode serbe a condamné cette décision et a déclaré schismatique le clergé de l'ÉOM.
Afin de concurrencer l'Église macédonienne autoproclamée et de proposer aux fidèles une alternative canonique, l'Église orthodoxe serbe avait en effet créé en 2002 un exarchat, l'Archevêché orthodoxe d'Ohrid, reconnu canonique par l'ensemble de la communion orthodoxe, mais non-reconnu par les autorités de la Macédoine du Nord.
En mai et juin 2022, l'Église est reconnue comme autocéphale, légitime et membre de la communion orthodoxe par le Patriarcat de Serbie et le Patriarcat œcuménique.

## Histoire

### Préambule

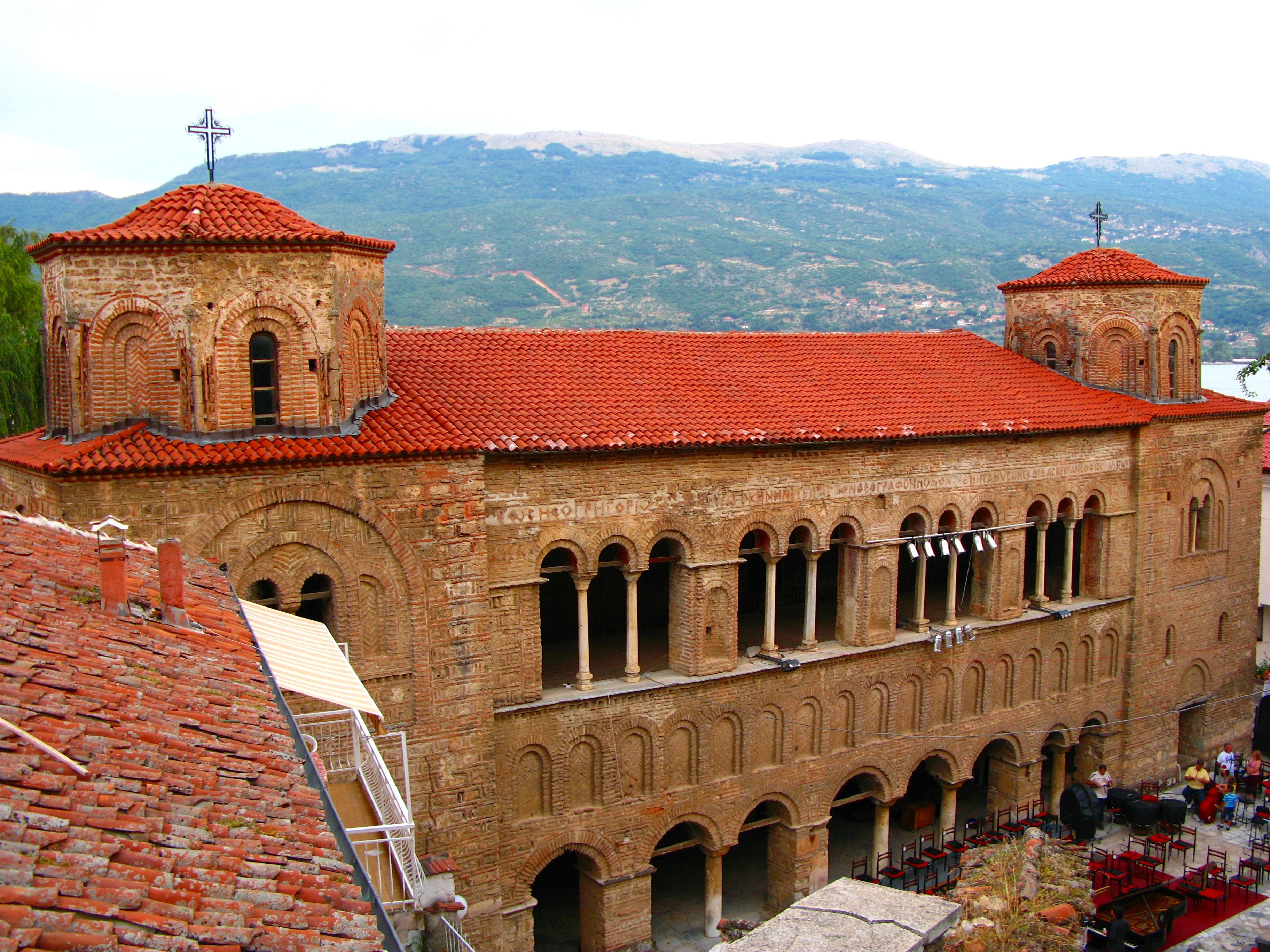
La cathédrale Sainte-Sophie d'Ohrid, siège de l'archevêché d'Ohrid.

En 976, Samuel Ier de Bulgarie contrôle la Macédoine ainsi que les actuelles Bulgarie, Roumanie, Moldavie et des régions d'Albanie, de Serbie, de Grèce et d'Ukraine. Il érige l'évêché d'Ohrid, sa capitale, en patriarcat. Son armée est cependant battue par les Byzantins en 1014, et en 1018, Ohrid est prise par l'empereur byzantin Basile II. Celui-ci, soucieux d'intégrer en douceur les Slaves à l'empire, annule la titulature de Patriarcat d'Ohrid mais lui confirme son autocéphalie en tant qu'archevêché.
La région est envahie par les Ottomans au XIVe siècle et ceux-ci instaurent le système des « millets » (communautés religieuses). Le « millet » orthodoxe n'est dirigé que par le patriarcat de Constantinople, et les patriarcats bulgare et serbe sont abolis, respectivement en 1393 et en 1459. Seul l'archevêché d'Ohrid est maintenu et conserve des droits, qui lui permettent de devenir le plus grand centre orthodoxe des Balkans, avant la restauration du patriarcat de Peć en 1557.
Au XVIIIe siècle, les Grecs phanariotes dominent largement la vie chrétienne de l'Empire ottoman et gouvernent les principautés danubiennes tributaires : afin de renforcer l'influence du Patriarcat de Constantinople, ils abolissent le Patriarcat de Peć en 1766 et l'archevêché d'Ohrid en 1767,.

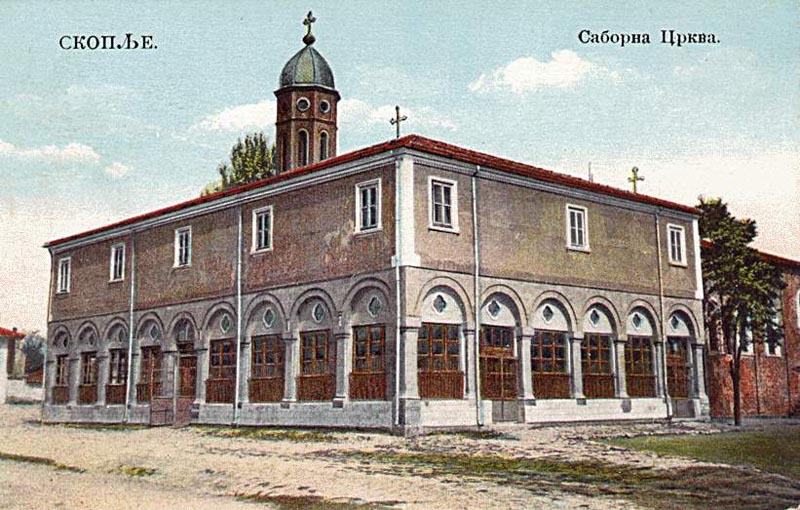
La cathédrale de la Nativité de la Vierge, construite en 1835.

Pendant la deuxième moitié du XIXe siècle ainsi qu'au début du XXe siècle, la communauté religieuse bulgare et macédonienne réclame la restauration de l'archevêché d'Ohrid. En 1872, les Ottomans accordent l'autonomie à un exarchat bulgare nouvellement créé, et les évêchés de Skopje et d'Ohrid s'y rattachent, quittant ainsi l'obédience du Patriarcat de Constantinople. Après les Guerres balkaniques, la Macédoine du Vardar, qui correspond à la république actuelle de Macédoine du Nord, est détachée l'Empire ottoman et partagée entre la Serbie (actuelle Macédoine du Nord), la Bulgarie (Macédoine du Pirin) et la Grèce (Macédoine grecque). Serbes et Bulgares rattachent les églises macédoniennes incluses dans leurs nouvelles frontières à leurs Églises respectives ; les Grecs en revanche ne les rattachent pas à l'Église de Grèce mais les laissent dans l'obédience du Patriarcat œcuménique de Constantinople. Lors de la Seconde Guerre mondiale, la Macédoine du Nord est annexée par la Bulgarie et ses églises retombent momentanément sous le contrôle de l'Église orthodoxe bulgare.
La première assemblée moderne du clergé macédonien a lieu près d'Ohrid en 1943. L'année suivante, un comité pour l'organisation d'une Église orthodoxe macédonienne est officiellement formé. Une résolution, visant la restauration de l'archevêché d'Ohrid en tant qu'Église macédonienne, est refusée en 1945 par le Patriarcat de Serbie. Une autre résolution semblable est toutefois acceptée en 1958 par la Yougoslavie communiste. À la tête de l'archevêché restauré, le Patriarcat de Belgrade place un religieux serbe : Dositej Stojković (en).

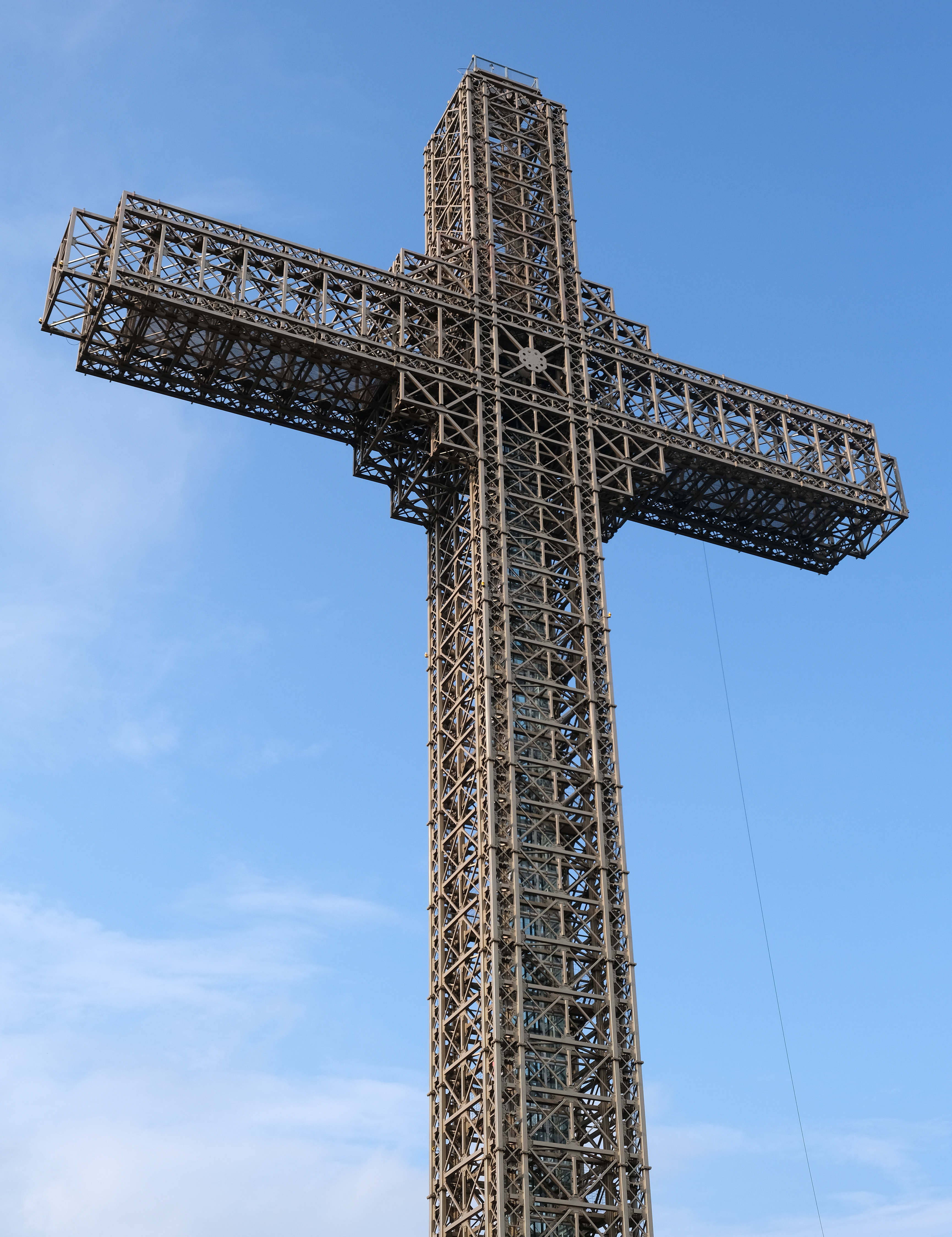
La croix du Millénaire à Skopje, commémorant les 2000 ans du Christianisme.

L'instauration d'une église macédonienne indépendante du patriarcat de Serbie est pour les Macédoniens un point crucial de leur identité nationale, puisque l'existence d'une telle Église affirme leur existence en tant que nation véritable, bien distincte des Bulgares. Cette instauration fait d'ailleurs partie d'un grand nombre de mesures prises par les communistes yougoslaves après 1945, comme la standardisation du macédonien ou la fondation d'une Académie macédonienne des Sciences et des Arts. Le rétablissement de l'archevêché d'Ohrid est un exemple de coopération entre une religion et un État communiste.

### Création
En 1967, afin de commémorer les deux cents ans de l'abolition de l'archevêché d'Ohrid par les Ottomans, l'Église macédonienne proclame son autocéphalie (indépendance) vis-à-vis du Patriarcat de Serbie qui, n'ayant pas été consulté, condamne cette décision unilatérale qu'il juge « schismatique ». De ce fait l'Église orthodoxe macédonienne (ÉOM) n'est reconnue par aucune Église de la communion orthodoxe mais en revanche, elle est la seule à être reconnue par le gouvernement de la Macédoine du Nord et regroupe la majeure partie des paroisses du pays, soit près de 1 200 églises.

### Reconnaissance

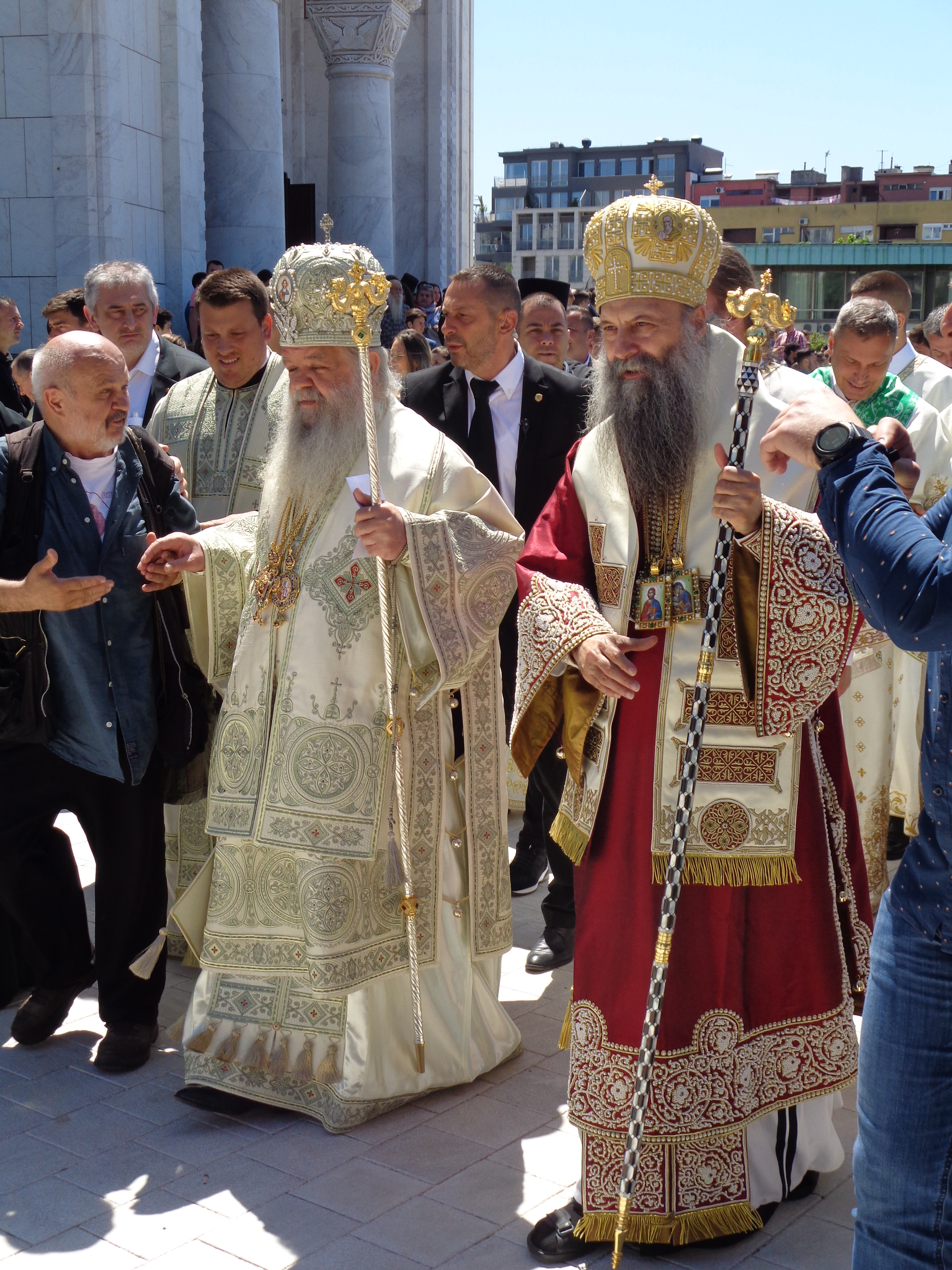
L'archevêque d'Ohrid (gauche) et le patriarche de Serbie (droite) à Belgrade en 2022.

En mai et juin 2022, l'Église est reconnue comme légitime et membre de la communion orthodoxe par le Patriarcat de Serbie et le Patriarcat œcuménique.

## Organisation

Les éparchies macédoniennes

L'Église orthodoxe macédonienne est organisée en dix éparchies dont les évêques forment le Saint-Synode, à la tête duquel se trouve l'« archevêque d'Ohrid et de Macédoine ».

### Éparchies sur le territoire de la Macédoine du Nord
1. Skopje, conduite par l'archêveque Stéphane d'Ohrid et de Macédoine ;
2. Polog et Koumanovo
3. Debar et Kitchevo
4. Prespa et Pélagonie
5. Stroumitsa
6. Bregalnitsa
7. Povardarie

### Éparchies à l'étranger
1. Amérique et Canada (Toronto)
2. Europe (Dortmund)
3. Australie et Nouvelle-Zélande (Melbourne)